# National Parks and Wildlife Service (Irland)
National Parks and Wildlife Service, (dansk: Nationalpark og vildtforvaltning) (irsk: An tSeirbhís Páirceanna Náisiúnta agus Fiadhúlra) administrerer den irske stats naturbeskyttelsesansvar. Ud over at forvalte nationalparkerne omfatter NPWS aktiviteter udpegning og beskyttelse af naturarvsområder, EU-habitatområder og fuglebeskyttelsesområder.

## Historie
Tjenesten blev etableret som en del af Department of Housing, Local Government and Heritage (en) efter afskaffelsen af Dúchas i 2003. Dúchas' havde tidligere omfattet, og haft ansvar for, ledelsen af Irlands seks nationalparker og dyreliv.
I 2011 kom bygnings- og naturarv ind under Departement for Turisme, Kultur, Kunst, Gaeltacht, Sport og Medier (en) som en del af en omorganisering af irske departementer. Det blev i 2020 ført tilbage til Department of Housing, Local Government and Heritage.